# Hankovîci, Mostîska
Hankovîci (în ucraineană Ганьковичі) este un sat în comuna Mîșleatîci din raionul Mostîska, regiunea Liov, Ucraina.

## Demografie
Componența lingvistică a localității Hankovîci
     Ucraineană (100%)
Conform recensământului din 2001, toată populația localității Hankovîci era vorbitoare de ucraineană (100%).